# 5-Ethyl-2-methylpyridin
5-Ethyl-2-methylpyridin ist eine chemische Verbindung aus der Gruppe der alkylsubstituierten Pyridine.

## Vorkommen

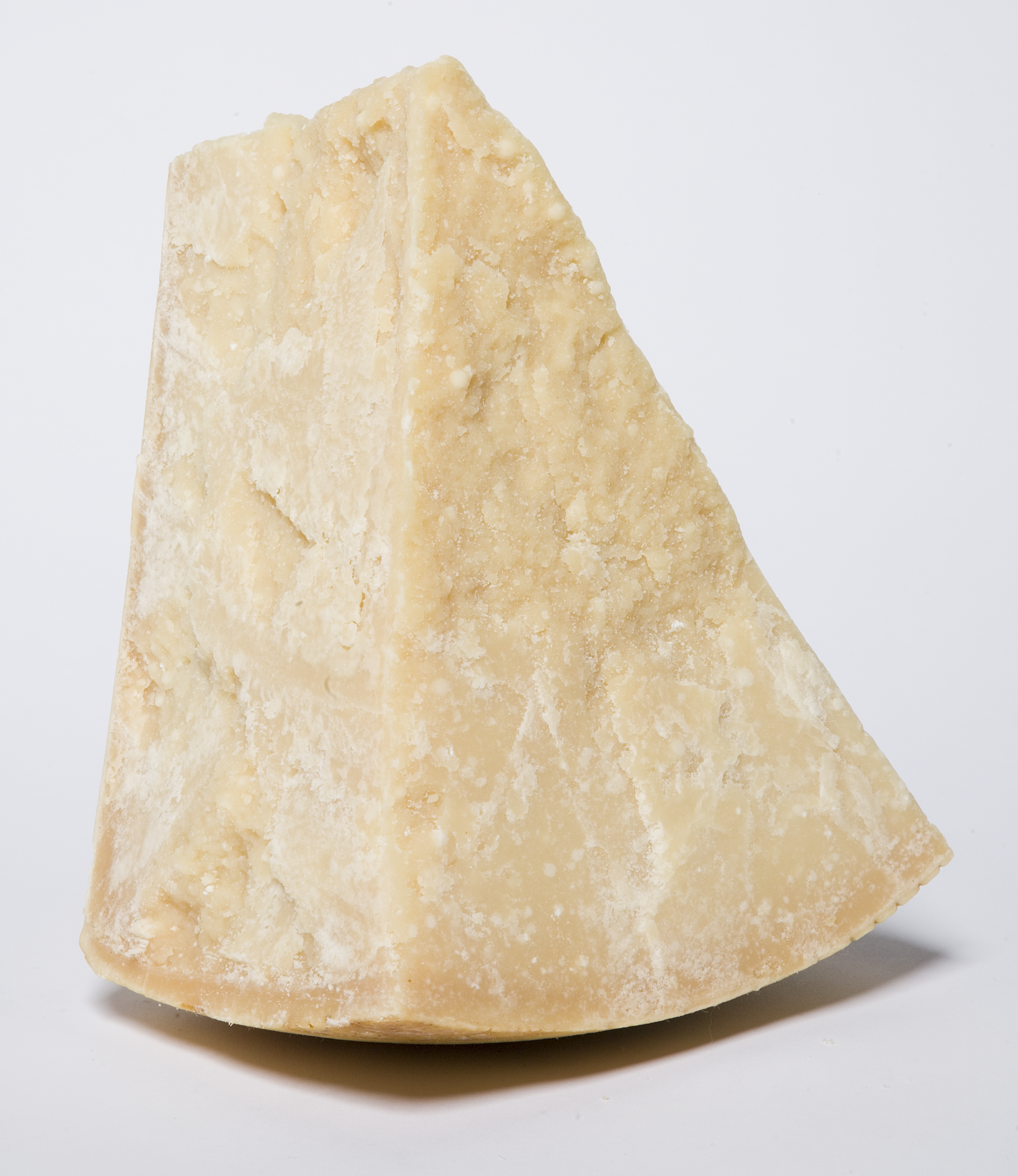
Parmigiano-Reggiano-Käse

5-Ethyl-2-methylpyridin ist eine der Komponenten, die zu dem nussigen, gerösteten Aroma im Parmigiano-Reggiano-Käse beitragen. Die Verbindung wurde auch in roten Bohnen, Kakao, Tee, Whisky, Pfefferminzöl, Hähnchen und Kaffee nachgewiesen.

## Gewinnung und Darstellung
5-Ethyl-2-methylpyridin kann durch Reaktion von Ammoniumhydrogencarbonat und Ethanol als Ausgangsmaterialien und Kupfer(I)-oxid als Katalysator und Oxidationsmittel unter hydrothermalen Bedingungen gewonnen werden.
Es kann auch durch Reaktion von Ammoniak mit Paraldehyd in Gegenwart von Ammoniumacetat als Katalysator hergestellt werden.
Bei der großtechnischen Herstellung von 5-Ethyl-2-methylpyridin werden Paraldehyd und Ammoniak in einer Flüssigphasenreaktion im Rohrreaktor bei hohem Druck mit Essigsäure als Katalysator umgesetzt.

## Eigenschaften
5-Ethyl-2-methylpyridin ist eine brennbare, schwer entzündbare, hygroskopische farblose Flüssigkeit, die wenig löslich in Wasser ist.

## Verwendung
5-Ethyl-2-methylpyridin wird als Aromastoff verwendet. Außerdem kann es zu Nicotinsäure (Vitamin B3/Niacin) weiterverarbeitet werden.

## Sicherheitshinweise
Die Dämpfe von 5-Ethyl-2-methylpyridin können mit Luft ein explosionsfähiges Gemisch (Flammpunkt 74 °C, Zündtemperatur 504 °C) bilden.